# Saison 2024 du Fighting Irish de Notre Dame
Chronologie
Précédent Suivant
La Saison 2024 du Fighting Irish de Notre Dame est le bilan de l'équipe de football américain du Fighting Irish de Notre Dame qui représente l'Université Notre-Dame-du-Lac dans le championnat 2024 de Division 1 (anciennement I-A) du Football Bowl Subdivision (FBS) organisé par la NCAA.
Elle joue ses matchs à domicile au Notre Dame Stadium et est dirigée pour la troisième saison consécutive par l'entraîneur principal Marcus Freeman (en).
Notre Dale termine la saison régulière avec un bilan de 11 victoires pour 1 défaite et sont qualifiés pour le College Football Playoff qui met en présence qouze équipes pour la première fois de son histoire. Les Irish sont considérés comme tête de série no 7 et atteignent le College Football Championship Game 2025 qu'ils perdent 23 à 34 contre les Buckeyes d'Ohio State.
Notre Dame termine la saison avec un bilan de 14 victoires et 2 défaites et est classée no 2 du pays derrière Ohio State. Il s'agit de leur meilleur classement final depuis la saison 1993.

## Avant-saison

### Saison 2023
L'équipe de 2023 termine la saison régulière avec un bilan de 10 victoires pour 3 défaites dont une victoire 40 à 8 contre les Beavers d'Oregon State à l'occasion du Sun Bowl 2023. Il terminent ainsi la saison classés no 14 par l'Associated Press.

### Changements d'entraîneurs
Les entraineurs suivants ont quitté le programme :
- Gerad Parker, coordinateur offensif et entraîneur des tight ends, parti à aux Trojans de Troy en tant qu'entraîneur principal ;
- Chansi Stuckey, entraîneur des wide receivers, non conservé ;

Les entraineurs suivants ont été engagés :
- Mike Denbrock arrivant des Tigers de LSU pour occuper les postes de coordinateur offensif et d'entraîneur des tight ends ;
- Mike Brown arrivant des Badgers du Wisconsin pour occuper le poste d'entraîneur des wide receivers ;
- Loren Landow a été engagé pour le poste de directeur de la performance, le poste étant vacant à la suite du renoncement de Matt Balis avant le début de la saison 2023.

### Joueurs sortants
| Vers la NFL Joueurs se présentant à la draft 2024 de la NFL : - OL, Joe Alt : - LB, JD Bertrand ; - S, DJ Brown ; - RB, Audric Estimé ; - OL, Blake Fisher ; - S, Thomas Harper ; - CB, Cam Hart ; - QB, Sam Hartman ; - DL, Javontae Jean-Baptiste ; - LB, Marist Liufau ; - WR, Matt Salerno ; - K, Spencer Shrader ; - LS, Michael Vinson. |  | Transferts Joueurs transférés vers d'autres équipes universitaires : - CB, Ryan Barnes, transféré à UMass ; - OL, Michael Carmody, transféré à UCLA ; - S, Antonio Carter II, actuellement dans le portail des transferts ; - OL, Zeke Correll, transféré à NC State ; - WR, Rico Flores Jr., transféré à UCLA ; - S, Ramon Henderson, transféré à UCLA ; - WR, Braylon James, transféré à TCU ; - DL, Aidan Keanaaina, transféré à California ; - CB Clarence Lewis, actuellement dans le portail des transferts ; - WR, Tobias Merriweather, transféré à California ; - OL Quinn Murphy, actuellement dans le portail des transferts, anciennement joueur walk-on ; - DL, Nana Osafo-Mensah, transféré à TCU ; - TE, Holden Staes, transféré à Tennessee ; - OL, Joey Tanona, transféré à Purdue ; - WR, Chris Tyree, transféré à Virginia ; - RB, Skip Velotta, actuellement dans le portail des transferts ; - LB, Nolan Ziegler, transféré à Central Michigan. |  | Arrêt Joueurs ayant arrêté le football américain : - RB, Sam Assaf ; - DL, Cole Aubrey ; - WR, Henry Cook ; - WR, Chase Dixon ; - P, Bryan Dowd (sélectionné en 6e choix global par le FC Chicago Fire lors de la SuperDraft 2024 de la MLS) ; - WR, Griffin Eifert ; - RB, Chase Ketterer ; - P, Ben Krimm ; - OL, Andrew Kristofic ; - DL, Gabriel Rubio ; - TE, Hakim Sanfo ; - S, Eddie Scheidler ; - OL, Brennan Wicks. |

### Joueurs entrants
| Walk-ons - CB, Mickey Brown ; - CB, Charles Du ; - WR, Matt Jeffery (bourse en lacrosse) ; - DL, Eric Lindstrom ; - LB, Tommy Powlus ; - QB, Anthony Reza ; - WR, Xavier Southall ; - LS, Joseph Vinci ; - OL, Robbie Wollan. |  | Transferts - S, Jordan Clark, transféré d'Arizona State ; - WR, Beaux Collins, transféré de Clemson ; - Eric Goins, transféré de The Citadel en tant que walk-on ; - WR, Jayden Harrison, transféré de Marshall ; - CB, Rod Heard II, transféré de Northwestern ; - RB Max Hurleman, transféré de Colgate en tant que walk-on ; - K, Mitch Jeter, transféré de South Carolina ; - QB, Riley Leonard, transféré de Duke ; - WR, Kris Mitchell, transféré de FIU ; - DL, R.J. Oben, transféré de Duke. |  | Autres - LB, Kahanu Kia (retour de mission mormone) ; - S, Luke Talich a obtenu sa bourse le 7 mars, ex joueur walk-on. |

## Programme de la saison 2024
| Dates        | Adversaires       | Stades                                                            | TV  |
| ------------ | ----------------- | ----------------------------------------------------------------- | --- |
| 31 août      | @ Texas A&M       | Kyle Field, College Station, Texas                                |     |
| 7 septembre  | Northern Illinois | Notre Dame Stadium, Notre Dame, Indiana                           | NBC |
| 14 septembre | @ Purdue          | Ross–Ade Stadium, West Lafayette, Indiana (rivalité)              |     |
| 21 septembre | Miami (Ohio)      | Notre Dame Stadium, Notre Dame, Indiana                           | NBC |
| 28 septembre | Louisville        | Notre Dame Stadium, Notre Dame, Indiana                           | NBC |
| 12 octobre   | Stanford          | Notre Dame Stadium, Notre Dame, Indiana                           | NBC |
| 19 octobre   | @ Georgia Tech    | Mercedes-Benz Stadium, Atlanta, Géorgie (rivalité)                |     |
| 26 octobre   | Navy              | MetLife Stadium, East Rutherford, New Jersey (rivalité)           |     |
| 9 novembre   | Florida State     | Notre Dame Stadium, Notre Dame, Indiana                           | NBC |
| 16 novembre  | Virginia          | Notre Dame Stadium, Notre Dame, Indiana                           | NBC |
| 23 novembre  | Army              | Yankee Stadium, Bronx, New York (Shamrock Series, rivalité)       | NBC |
| 30 novembre  | @ USC             | Los Angeles Memorial Coliseum, Los Angeles, Californie (rivalité) |     |

## Équipe

### Encadrement
| Noms                | Postes                                                                     | Saisons à Notre Dame | Alma Mater         |
| ------------------- | -------------------------------------------------------------------------- | -------------------- | ------------------ |
| Marcus Freeman (en) | Entraîneur principal                                                       | 3e                   | Ohio State         |
| Mike Denbrock (en)  | Coordinateur offensif, entraîneur des tight ends                           | 1re                  | Grand Valley State |
| Al Golden (en)      | Coordinateur défensif, entraîneur des linebackers                          | 3e                   | Penn State         |
| Marty Biagi         | Coordinateur des équipes spéciales                                         | 1re                  | Marshall           |
| Gino Guidugli       | Entraîneur des quarterbacks                                                | 2e                   | Cincinnati         |
| Joe Rudolph         | Entraîneur de la ligne offensive                                           | 2e                   | Wisconsin          |
| Mike Brown          | Coordinateur du jeu de passe et entraîneur des wide receivers              | 1re                  | Liberty            |
| Deland McCullough   | Coordinateur du jeu de course et entraîneur des running backs              | 3e                   | Miami              |
| Mike Mickens (en)   | Coordinateur contre les jeux de passe et entraîneur des cornerbacks        | 5e                   | Cincinnati         |
| Al Washington       | Coordinateur contre les jeux de course et entraîneur de la ligne défensive | 4e                   | Boston College     |
| Chris O'Leary       | Entraîneur des defensive backs et safeties                                 | 1re                  | Indiana State      |
| Loren Landow        | Directeur de la performance                                                | 2e                   | Northern Illinois  |
| Ron Powlus (en)     | Assistant directeur sportif                                                | 5e                   | Notre-Dame         |
| Olivia Mitchell     | Directrice des opérations football                                         | 5e                   | Notre-Dame         |

## Résultats
| Semaines                       | Dates            | Stades                                                               | Adversaires              | Résultats  | Statistiques | Ranking AP/Coaches/CFP                          | Assistances |
| ------------------------------ | ---------------- | -------------------------------------------------------------------- | ------------------------ | ---------- | ------------ | ----------------------------------------------- | ----------- |
| 1                              | 31 août          | Kyle Field • College Station, TX                                     | @ #20 Texas A&M          | G, 23 - 13 | 1 - 0        | no 7 / no 7 / NE                                | 107 315     |
| 2                              | 7 septembre      | Notre Dame Stadium • South Bend, IN                                  | Northern Illinois        | P, 14 - 16 | 1 - 1        | no 5 / no 7 / NE                                | 77 622      |
| 3                              | 14 septembre     | Ross–Ade Stadium • West Lafayette, IN (Trophée Shillelagh)           | @ Purdue                 | G, 66 - 07 | 2 - 1        | no 18 / no 19 / NE                              | 61 441      |
| 4                              | 21 septembre     | Notre Dame Stadium • South Bend, IN                                  | Miami (OH)               | G, 28 - 03 | 3 - 1        | no 17 / no 18 / NE                              | 72 662      |
| 5                              | 28 septembre     | Notre Dame Stadium • South Bend, IN                                  | @ #16 Louisville         | G, 31 - 24 | 4 - 1        | no 16 / no 14 / NE                              | 72 662      |
| 6                              | 5 octobre        | Semaine de repos                                                     | -                        | -          | -            | no 14 / no 13 / NE                              | -           |
| 7                              | 12 octobre       | Notre Dame Stadium • South Bend, IN                                  | Stanford                 | G, 49 - 07 | 5 - 1        | no 11 / no 12 / NE                              | 72 662      |
| 8                              | 19 octobre       | Mercedes-Benz Stadium • Atlanta, GA (rivalité)                       | @ Georgia Tech           | G, 31 - 13 | 6 - 1        | no 12 / no 11 / NE                              | 59 021      |
| 9                              | 26 octobre       | MetLife Stadium • East Rutherford, NJ (Trophée Rip Miller)           | Navy                     | G, 51 - 14 | 7 - 1        | no 12 / no 11 / NE                              | 76 112      |
| 10                             | 9 novembre       | Notre Dame Stadium • South Bend, IN                                  | Florida State            | G, 52 - 03 | 8 - 1        | no 10 / no 8 / no 10                            | 76 112      |
| 11                             | 16 novembre      | Notre Dame Stadium • South Bend, IN                                  | Virginia                 | G, 35 - 14 | 9 - 1        | no 8 / no 7 / no 8                              | 76 112      |
| 12                             | 23 novembre      | Yankee Stadium • Bronx, NY (Shamrock Series, rivalité)               | #19 Army                 | G, 49 - 14 | 10 - 1       | no 6 / no 6 / no 6                              | 47 342      |
| 13                             | 30 novembre      | Los Angeles Memorial Coliseum • Los Angeles, CA (Jeweled Shillelagh) | @ USC                    | G, 49 - 35 | 11 - 1       | no 5 / no 5 / no 5                              | 73 241      |
| College Football Playoffs 2025 |                  |                                                                      |                          |            |              |                                                 |             |
| 1er tour                       | 20 décembre 2024 | Notre Dame Stadium • Notre Dame, IN                                  | vs (10) #8 Indiana       | G, 27 - 17 | 12 - 1       | no 5 / no 5 / no 5 Tête de série (7) du tournoi | 77 622      |
| ¼ finale                       | 2 janvier 2025   | Caesars Superdome • New Orleans, LA                                  | vs (2) #2 Georgia        | G, 23 - 10 | 13 - 1       | no 5 / no 5 / no 5 Tête de série (7) du tournoi | 57 267      |
| ½ finale                       | 9 janvier 2025   | Hard Rock Stadium • Miami, FL                                        | vs (6) No. #4 Penn State | G, 27 - 24 | 14 - 1       | no 5 / no 5 / no 5 Tête de série (7) du tournoi | 66 881      |
| Finale                         | 20 janvier 2025  | Mercedes-Benz Stadium • Atlanta, GA                                  | vs (8) #6 Ohio State     | P, 23 - 34 | 14 - 2       |                                                 | 77 660      |

## College Football Playoff 2024

### #8(CFP)Indiana
Le tournoi du CFP 2024 à 12 équipes débute par le match du premier tour entre les 10e et la 5e têtes de série du College Football Playoff, soit les Hoosiers de l'Indiana et le Fighting Irish de Notre Dame, respectivement no 8 et no 5 du dernier classement du CFP.
Il s'agit de la 30e rencontre entre les deux équipes, Notre Dame menant les statistiques avec 23 victoires contre 5 pour Indiana et 1 nul, la dernière victoire d'Indiana remontant de la saison 1950 et la dernière rencontre remontant à la saison 1991.
Il s'agit de la première participation d'Indiana au College Football Playoff et la troisième pour Notre Dame.
Étant donné qu'ESPN détient les droits de diffusion du CFP jusqu'en 2032 et bien que Notre Dame ait un accord de droits médiatiques avec NBC (débuté en 1991 et prolongé jusqu'en 2029), cette rencontre est le premier match de football américain à domicile du Fighting Irish à ne pas être diffusé sur NBC depuis 1990.
Le vainqueur se qualifie pour le Sugar Bowl 2025 où il sera opposé aux champions de la SEC, les no 2 Bulldogs de la Géorgie, tête de série no 2 du CFP.

### #2(CFP)Georgia
Lors de la nuit de la Saint-Sylvestre 2025 un attentat terroriste a lieu dans le Vieux Carré français (voir Attentat de La Nouvelle-Orléans) non loin du Caesars Superdome où devait se tenir le Sugar Bowl. Jeff Hundley, président du Sugar Bowl se dit dévasté par les évènements.
Pour des raisons de sécurité, le Sugar Bowl est reporté au lendemain, soit le 2 janvier 2025 par les autorités.
L'équipe considérée comme jouant à domicile est celle de Georgia. Désignée tête de série no 2 par le CFP, elle a été dispensée du premier tour du tournoi.
L'équipe considérée comme visiteuse est dès lors Notre dame, désignée tête de série no 7 par le CFP.
Le vainqueur accède à la demi-finale du tournoi jouée à l'occasion de l'Orange Bowl 2025.

### #4(CFP)Penn State
Penn State termine la saison régulière avec un bilan de 11 victoires et 1 défaite (8-1 en matchs de conférence) en ayant rencontré deux équipes classées dans le Top 25 de l'AP (victoire 21-7 contre #19 Illinois et défaite 13-30 contre #4 Ohio State). Ils perdent ensuite la finale de la conférence Big Ten 37 à 45 contre #1 Oregon,.
Désignés no 4 au classement final du CFP et no 5 aux classements AP et Coaches, ils sont qualifiés pour le tournoi final du College Football Playoff 2024.
Considérés comme tête de série no 6 du tournoi par le CFP, Penn State bat 38 à 10 lors du premier tour, les Mustangs de SMU tête de série no 11. En ⅛ de finale, les Nittany Lions battent 31 à 14 les Broncos de Boise State, tête de série no 3.
Penn State est considérée comme l'équipe jouant à domicile, Notre Dame comme l'équipe jouant en déplacement.
Le Fighting Irish est tête de série no 7 du tournoi du CFP.
Le vainqueur accède au College Football Championship Game 2025 où il sera opposé au vainqueur Cotton Bowl Classic 2025.
| Données | Résultat |    |   |    |       |
| - Stade : Hard Rock Stadium, Miami Gardens, Floride - Date : 2 janvier 2025 - Heures : 19 h 30 locales - Température : 56 °F (13 °C) - Météo : Ensoleillé - Assistance : 66 881 - Arbitre : Michael Vandervelde (Big 12) | \| Quart-temps : \| 1 \| 2 \| 3 \| 4 \| Total \| \| ------------------------------------ \| - \| -- \| - \| -- \| ----- \| \| #5(CFP) Fighting Irish de Notre Dame \| 0 \| 3 \| 7 \| 17 \| 27 \| \| #4(CFP) Nittany Lions de Penn State \| 0 \| 10 \| 0 \| 14 \| 24 \| - Historique : ND 9 - 1 - 6 PENN - Date du dernier match : 8 septembre 2007 - Résultat de la dernière rencontre : ND 10 - 31 PENN |    |   |    |       |
| Quart-temps : | 1 | 2  | 3 | 4  | Total |
| #5(CFP) Fighting Irish de Notre Dame | 0 | 3  | 7 | 17 | 27    |
| #4(CFP) Nittany Lions de Penn State | 0 | 10 | 0 | 14 | 24    |

### #6(CFP)Ohio State
Ohio State termine la saison régulière avec 10 victoires pour 2 défaites (7-2 en matchs de conférence) et se classe 4e de la Big Ten Conference derrière #1 Oregon, #4 Penn State et #8 Indiana. Ils ont rencontré en saison régulière, trois équipes classées dans le Top 25 : défaite 21-32 contre #3 Oregon, victoires 20-13 contre #3 Penn State et 38-15 contre #5 Indiana.
Désignés à l'issue de la saison régulière, no 6 aux classements CFP et l'AP et no 7 au classement Coaches, les Buckeyes sont qualifiés pour le tournoi du College Football Playoff 2024.
Pour se qualifier, les Buckeyes ont battu lors du premier tour, les Volunteers du Tennesse 17 à 42, en quart de finale, les Ducks de l'Oregon 41 à 21 à l'occasion du Rose Bowl 2025 et les Longhorns du Texas 28 à 14, à l'occasion du Cotton Bowl Classic 2025.
Ils affichent ainsi un bilan de 13 victoires pour 2 défaites avant d'aborder leur 3e College Football Championship Game (défaite 52-24 lors de la saison 2020 contre Alabama, victoire 42-20 lors de la saison 2014 contre Oregon).
| Données | Résultat |    |    |   |       |
| - Stade : Mercedes-Benz Stadium, Atlanta, Géorgie - Date : 20 janvier 2025 - Heures : 16 h 48 locales - Météo : Joué en indoors - Assistance : 77 660 - Arbitre : Steve Marlowe (SEC) | \| Quart-temps : \| 1 \| 2 \| 3 \| 4 \| Total \| \| ------------------------------------ \| - \| -- \| -- \| - \| ----- \| \| #5(CFP) Fighting Irish de Notre Dame \| 7 \| 0 \| 8 \| 8 \| 23 \| \| #6(CFP) Buckeyes d'Ohio State \| 0 \| 21 \| 10 \| 3 \| 34 \| - Historique : ND 2 - 6 OSU - Date du dernier match : 23 septembre 2023 - Résultat de la dernière rencontre : ND 14 - 17 OSU |    |    |   |       |
| Quart-temps : | 1 | 2  | 3  | 4 | Total |
| #5(CFP) Fighting Irish de Notre Dame | 7 | 0  | 8  | 8 | 23    |
| #6(CFP) Buckeyes d'Ohio State | 0 | 21 | 10 | 3 | 34    |

## Classements
| 2024 | Semaines | Semaines | Semaines | Semaines | Semaines | Semaines | Semaines | Semaines | Semaines | Semaines | Semaines | Semaines | Semaines | Semaines | Semaines | Semaines | Semaines |
| --- | -------- | -------- | -------- | -------- | -------- | -------- | -------- | -------- | -------- | -------- | -------- | -------- | -------- | -------- | -------- | -------- | -------- |
| Polls | Pré.     | 1        | 2        | 3        | 4        | 5        | 6        | 7        | 8        | 9        | 10       | 11       | 12       | 13       | F.C.     | CFP      | Final*   |
| AP | 7        | 5        | 18       | 17       | 16       | 14       | 11T      | 12       | 12       | 8        | 10       | 8        | 6        | 5        | 4        | 3        | 2        |
| Coaches | 7        | 7        | 19       | 18       | 14       | 13       | 12       | 11       | 11       | 9        | 8        | 7        | 6        | 5        | 4        | 3        | 2        |
| C.F.P | NE       | NE       | NE       | NE       | NE       | NE       | NE       | NE       | NE       | NE       | 10       | 8        | 6        | 5        | 4        | 5        | NE       |
| Légende : NE signifie que le classement n'est PAS PUBLIÉ - - NC signifie que l'équipe est NON CLASSÉE dans le top 25 des divers classements # indique le classement de l'équipe AVANT le match de la semaine - - * indique le classement final APRES l'éventuel Bowl ou les matchs du CFP - - T indique le classement à égalité avec un autre équipe |          |          |          |          |          |          |          |          |          |          |          |          |          |          |          |          |          |